# Верхняя Лобанова
Верхняя Лоба́нова (Лоба́нова) — деревня в Юрлинском районе Пермского края на р. Лопва (приток р. Коса). Расстояние до районного центра с. Юрла составляет 11 км. Входит в состав Усть-Зулинского сельского поселения. К деревне д. В-Лобанова примыкает Миронова, общее название для которых- Лобанова, с населением в 116 человек (2010). Севернее расположена д. Нижняя Лобанова, без постоянных жителей.
На 2017 год в В-Лобанова числится 4 улицы — Центральная, Дуброва, Северный переулок, Центральный переулок.

## История
Название деревни Лобанова впервые встречается в первой ревизии 1719—1722 годов. Название деревни происходит от фамилии Лобановых, проживавших там в те далекие годы.
При экономическом исследовании узда земством в 1884-1889 гг. в селении значилось 12 дворов, из которых только одно хозяйство жило на покупном хлебе, остальные имели излишки хлеба и скота для продажи на рынке. Подсобными заработками являются: торговля хлебом и извоз до Кажимского завода в Вологодской губернии, в волости Аннинскую и Гаинскую и село Усолье Соликамского уезда и частью заготовка леса и охота на лесную дичь и бортевое пчеловодство. В селении находится церковная школа.
В 1919 году жители деревни участвовали в Юрлинском восстании.
К началу 1927 года был создан лобановский сельсовет включающий 6 деревень: Нижняя Лобанова, Средняя Лобанова, Верхняя Лобанова, Миронова, Сёмина, Агашкина, выселки: Антипина, Вершинина, Пальник и Трофимов (Чучелята). В сельсовете числилось 195 хозяйств, проживало 1019 жителей.
6 июля 1928 года в деревне Верхняя Лобанова был создан колхоз «Труд», затем Верхне-Лобановский колхоз «Труд», был переименован в колхоз «Красный Октябрь». В деревне была построена молочно-товарная ферма, насчитывавшая когда-то свыше 700 голов скота. В 1948 г. была построена небольшая гидроэлектростанция .
Период реформ характеризуется распадом колхозов, резким снижением объемов сельскохозяйственной продукции, с последующим банкротством колхоза.

## Население
| 1869 | 1909 | 1926 | 1958 | 1979 | 1989 | 1998 | 2010 |
| ---- | ---- | ---- | ---- | ---- | ---- | ---- | ---- |
| 263  | 204  | 201  | 132  | 128  | 101  | 120  | 67   |

## Экономика
В окрестностях села территория перемежается землями населённых пунктов и сельскохозяйственных угодий. Основные экономические отрасли деревни: лесное хозяйство, сельское хозяйство, розничная торговля.

## Образование
Лобановский детский сад, дом досуга.